# Spejdernes Lejr 2012
Spejdernes Lejr 2012 var en spejderlejr, der afvikledes i fra den 21. til den 29. juli 2012, ved Idrætscenter Vest i Holstebro. Det var samtidig den første danske spejderlejr, som samlede alle de internationalt anerkendte danske spejderkorps. Medlemmer fra andre foreninger og forbund var også velkomne – her iblandt FDF.
Med 37.334 deltagende spejdere blev det den største spejderlejr, der nogensinde er blevet afholdt på dansk jord. Lejren strakte sig over 240 hektar. Spejdernes Lejr 2012 afholdtes i et samarbejde mellem de fem internationalt anerkendte danske spejderkorps: Dansk Spejderkorps Sydslesvig, Danske Baptisters Spejderkorps, De grønne pigespejdere, Det Danske Spejderkorps og KFUM-Spejderne i Danmark. Når der tales om anerkendte korps, betyder det, at korps enten er medlem af enten drengespejdernes eller pigespejdernes verdensorganisationer, WOSM, hhv. WAGGGS.
Der deltog op mod 4.000 internationale deltagere fra op til 60 forskellige lande.

## Tilblivelse
Spejderkorpsene havde i mange år arbejdet frem mod denne lejr – og da udvalget satte lejren i udbud blev der blandt andet valgt ud fra, om området som den enkelte kommune tilbød, var godt til spejderarbejde, at der var nogle gode transportmuligheder for deltagerne, samt at kommunen ønskede at være aktiv inden for lejren.

## Udformning
Lejren område var delt op i fem bydele, som har blandet både nationale og internationale spejdere rundt på lejren. Hver kommune har fået sit eget ”kvarter”.

### Ryksækstrup
- Billund – Underlagets Kvarter
- Brønderslev – Plasterets Kvarter
- Gribskov og Halsnæs – Bestikkets Kvarter
- Hedensted – Dolkens Kvarter
- Hjørring – Soveposens Kvarter
- Hvidovre – Spejderhattens Kvarter
- København N – Lommelygtens Kvarter
- København S – Uniformens Kvarter
- Langeland, Svendborg og Ærø – Vandrestøvlens Kvarter
- Lolland – Bålkappens Kvarter
- Middelfart – Koppens Kvarter
- Morsø og Skive – Tørklædets Kvarter
- Nordfyns – Sandalens Kvarter
- Sorø – Regnslagets Kvarter
- Vejle – Spejderbæltets Kvarter

### Teltrup
- Frederiksberg – Lavvuens Kvarter
- Gentofte – Bivuakkens Kvarter
- Haderslev – Pløkposens Kvarter
- Herlev – Teltposens Kvarter
- Hillerød – Inderteltets Kvarter
- Høje-Taastrup – Endebardunens Kvarter
- Jammerbugt – Tipiens Kvarter
- Kerteminde og Nyborg – Pløkkens Kvarter
- Mariagerfjord – Teltstangens Kvarter
- Odder, Samsø og Aarhus S – Bardunens Kvarter
- Tønder og Sydslesvig Vest – Diamantrendens Kvarter
- Vesthimmerland – Pløkhammerens Kvarter
- Vordingborg – Teltdugens Kvarter
- Aalborg – Oversejlets Kvarter
- Aarhus N – Stormpløkkens Kvarter

### Knobstrup
- Albertslund, Brøndby og Glostrup – Trompetstikkets Kvarter
- Esbjerg og Fanø – Taklingens Kvarter
- Favrskov – Ottetalsknobets Kvarter
- Faxe og Stevns – Abehåndens Kvarter
- Faaborg-Midtfyn – Flagknobets Kvarter
- Gladsaxe – Tømmerstikkets Kvarter
- Herning – Pælestikkets Kvarter
- Holbæk og Odsherred – Slyngstikkets Kvarter
- Holstebro – Frihåndsknobets Kvarter
- Norddjurs – Krydsbesnøringens Kvarter
- Rebild – Øjesplejsningens Kvarter
- Rudersdal – Vinkelbesnøringens Kvarter
- Syddjurs – Hesteknudens Kvarter
- Søspejdere – Slipstikkets Kvarter
- Varde – Råbåndsknobets Kvarter
- Vejen – Fiskerknudens Kvarter
- Aabenraa og Sydslesvig-Øst – Splejsningens Kvarter

### Bålstrup
- Dragør og Tårnby – Trækullets Kvarter
- Fredericia – Trangiaens Kvarter
- Frederikssund – Huggeblokkens Kvarter
- Furesø – Brændeskjulets Kvarter
- Guldborgsund – Brændeknudens Kvarter
- Helsingør – Ildens Kvarter
- Horsens – Flammens Kvarter
- Ishøj og Vallensbæk – Øksens Kvarter
- Kalundborg – Glødens Kvarter
- Køge – Tændstikkens Kvarter
- Lyngby-Tårbæk – Savens Kvarter
- Randers – Branddaskerens Kvarter
- Ringkøbing-Skjern – Jægerildens Kvarter
- Sønderborg – Stjernebålets Kvarter
- Thisted – Røgvenderens Kvarter

### Kortrup
- Allerød – Kompassets Kvarter
- Assens – Kystens Kvarter
- Ballerup – Længdegradens Kvarter
- Bornholm – Målestokkens Kvarter
- Egedal – Højdekurvens Kvarter
- Fredensborg og Hørsholm – Nordpilens Kvarter
- Frederikshavn – Strandens Kvarter
- Greve og Solrød – Kompasnålens Kvarter
- Ikast-Brande – Breddegradens Kvarter
- Kolding – Engens Kvarter
- Lejre og Ringsted – Åens Kvarter
- Lemvig og Struer – Fjordens Kvarter
- Næstved – Slugtens Kvarter
- Odense – Dalens Kvarter
- Roskilde – Vigens Kvarter
- Rødovre – Skovens Kvarter
- Silkeborg – Solurets Kvarter
- Skanderborg – Digets Kvarter
- Slagelse – Meridianens Kvarter
- Viborg – Datolinjens Kvarter

### Grupperup
Denne bydel var en sjette bydel, som var for den normale besøgende, som enten ønskede at bo i campingvogn eller telt. Man behøvede derfor ikke være medlem af et spejderkorps eller andet forbund. Denne bydel var en af syv Flexlejr, hvor lejrens hjælpere ("jobbere") kunne bo.

## Reference
1. ↑  Fakta om Spejdernes Lejr 2012 Arkiveret 10. september 2014 hos  Wayback Machine.
2. ↑  "Om Spejdernes Lejr 2012". Arkiveret fra originalen 9. januar 2012. Hentet 1. januar 2012.